# Paramerina fittkaui
Paramerina fittkaui är en tvåvingeart som beskrevs av Lehmann 1981. Paramerina fittkaui ingår i släktet Paramerina och familjen fjädermyggor.
Artens utbredningsområde är Kongo. Inga underarter finns listade i Catalogue of Life.